# Wolf Haas
Wolf Haas (* 14. prosince 1960, Maria Alm am Steinernen Meer) je rakouský spisovatel žijící ve Vídni. Je známý především jako autor kriminálních románů, z nichž tři byly oceněny Německou cenou za krimi. Dvakrát byl nominovaný na Německou knižní cenu.

## Biografie
Po složení maturitní zkoušky na soukromém gymnáziu zahájil Haas roku 1979 na univerzitě v Salcburku studium psychologie, od roku 1980 pak studoval germanistiku a lingvistiku. Svá studia zakončil doktorátem o konkrétní poezii.
Mezi jeho nejznámější díla patří série osmi románů, jejichž ústředním hrdinou je detektiv Simon Brenner. Jednotlivé díly vyšly v letech 1996 až 2014.

### Krimisérie o Simonu Brennerovi
- Auferstehung der Toten (1996, Zmrtvýchvstání)
- Der Knochenmann (1997, Drtič kostí)
- Komm, süßer Tod (1998, Přijď, sladká smrti)
- Silentium! (1999, Silentium)
- Wie die Tiere (2001, Jako zvířata)
- Das ewige Leben (2003, Věčný život)
- Der Brenner und der liebe Gott (2009, Brenner a Pánbůh)
- Brennerova (2014, č. Brennerová, Host 2016)

### Nezařazené romány
- Ausgebremst. Der Roman zur Formel 1 (1998, Vybrzděný)
- Das Wetter vor 15 Jahren (2006, Počasí před 15 lety)
- Verteidigung der Missionarsstellung (2012, Obrana misionářské polohy)
- Junger Mann (2018, Mladý muž)

### Tvorba pro děti
- Die Gans im Gegenteil (2010)